# Bloom (Wisconsin)
Die Town of Bloom ist eine von 16 Towns im Richland County im US-amerikanischen Bundesstaat Wisconsin. Im Jahr 2010 hatte die Town of Bloom 512 Einwohner.
Town hat in Wisconsin eine grundlegend andere Bedeutung, als im übrigen englischsprachigen Bereich. Vielmehr entspricht sie den in den anderen US-Bundesstaaten üblichen Townships, die nach dem County die nächstkleinere Verwaltungseinheit bilden.

## Geografie
Die Town of Bloom liegt im Südwesten Wisconsins. Der am Mississippi gelegene Schnittpunkt der drei Bundesstaaten Wisconsin, Iowa und Minnesota befindet sich rund 75 km westlich. Nach Illinois sind es rund 130 km in südlicher Richtung.
Die geografischen Koordinaten des Zentrums der Town of Bloom sind 43°30′52″ nördlicher Breite und 90°29′22″ westlicher Länge. Sie erstreckt sich über eine Fläche von 93,5 km². 
Die Town of Bloom liegt im Norden des Richland County und grenzt an folgende Nachbartowns:
| Town of Stark (Vernon County) | Town of Union (Vernon County)               | Town of Greenwood (Vernon County) |
| Town of Forest                | Kompassrose, die auf Nachbargemeinden zeigt | Village of Yuba Town of Henrietta |
| Town of Sylvan                | Town of Marshall                            | Town of Rockbridge                |

## Verkehr
Der Wisconsin State Highway 56 verläuft durch den Südwesten der Town of Bloom. Daneben führen noch die County Highways D, H und I durch das Gebiet der Town. Alle weiteren Straßen sind untergeordnete Landstraßen sowie teils unbefestigte Fahrwege.
Mit dem Richland Airport befindet sich rund 35 km südöstlich der Town ein kleiner Flugplatz. Die nächsten Verkehrsflughäfen sind der Dubuque Regional Airport in Iowa (rund 150 km südsüdwestlich), der La Crosse Regional Airport (rund 95 km nordwestlich) und der Dane County Regional Airport in Wisconsins Hauptstadt Madison (rund 130 km ostsüdöstlich).

## Bevölkerung
Nach der Volkszählung im Jahr 2010 lebten in der Town of Bloom 512 Menschen in 202 Haushalten. Die Bevölkerungsdichte betrug 5,5 Einwohner pro Quadratkilometer. In den 202 Haushalten lebten statistisch je 2,53 Personen. 
Ethnisch betrachtet bestand die Bevölkerung mit einer Ausnahme nur aus Weißen. Unabhängig von der ethnischen Zugehörigkeit waren 1,0 Prozent der Bevölkerung spanischer oder lateinamerikanischer Abstammung. 
27,3 Prozent der Bevölkerung waren unter 18 Jahre alt, 57,3 Prozent waren zwischen 18 und 64 und 15,4 Prozent waren 65 Jahre oder älter. 46,3 Prozent der Bevölkerung war weiblich.
Das mittlere jährliche Einkommen eines Haushalts lag bei 44.205 USD. Das Pro-Kopf-Einkommen betrug 18.888 USD. 9,4 Prozent der Einwohner lebten unterhalb der Armutsgrenze.

## Ortschaften in der Town of Bloom
Neben Streubesiedlung existieren in der Town of Bloom noch folgende gemeindefreie Siedlungen:
- Bloom City
- West Lima